# Black Shining Leather
Black Shining Leather è il primo album in studio del gruppo black metal norvegese Carpathian Forest, pubblicato nel 1998.

## Tracce
1. Black Shining Leather – 4:32
2. The Swordsmen – 4:07
3. Death Triumphant – 4:27
4. Sadomasochistic – 4:02
5. Lupus (instrumental) – 3:06
6. Pierced Genitalia – 4:18
7. In Silence I Observe – 3:42
8. Lunar Nights – 6:34
9. Third Attempt – 3:18
10. The Northern Hemisphere – 6:42

Bonus track ristampa Peaceville Records 2007
1. A Forest (Lol Tolhurst, Matthieu Hartley, Robert Smith, Simon Gallup) - 5:57 (cover dei The Cure)

## Formazione
- Roger Rasmussen (Nattefrost) — voce, chitarra, tastiera
- Johnny Krøvel (Nordavind) — cori, chitarra, tastiera, basso
- Lars Are Nedland (Lazare) — batteria, percussioni